# Белл, Мэттью (футболист)
Мэттью Белл (англ. Matthew Bell; род. 3 января 1992, Сток-он-Трент, Стаффордшир) — футболист, полузащитник английского клуба «Нантвич Таун» и сборной Британских Виргинских Островов.

## Биография

### Клубная карьера
Воспитанник клуба «Порт Вейл», но за основную команду не провёл ни одного матча. На профессиональном уровне игрок дебютировал в составе клуба «Мансфилд Таун» 13 августа 2011 года, отыграв весь матч в первом туре Национальной лиги Англии против «Бат Сити», однако этот матч остался для него единственным в составе команды. В марте 2012 года Белл на правах аренды перешёл в клуб восьмого дивизиона «Лик Таун», а летом того же года подписал с ним полноценный контракт. С 2015 года выступает за клуб седьмого дивизиона «Нантвич Таун».

### Карьера в сборной
За сборную Британских Виргинских Островов дебютировал в 2015 году, отыграв два полных матча против сборной Доминики (2:3, 0:0), в рамках первого отборочного раунда Чемпионата мира 2018.